# Келпін (Члуховський повіт)
Келпін (пол. Kiełpin, нім. Woltersdorf) — село в Польщі, у гміні Члухув Члуховського повіту Поморського воєводства.
Населення — 384 особи (2011).
У 1975-1998 роках село належало до Слупського воєводства.

## Демографія
Демографічна структура станом на 31 березня 2011 року:
|          | Загалом | Допрацездатний вік | Працездатний вік | Постпрацездатний вік |
| -------- | ------- | ------------------ | ---------------- | -------------------- |
| Чоловіки | 201     | 41                 | 138              | 22                   |
| Жінки    | 183     | 49                 | 97               | 37                   |
| Разом    | 384     | 90                 | 235              | 59                   |